# Maurice Parijanine
Maurice Parijanine, pseudonyme de Maurice Donzel, né à Paris XVe le 28 décembre 1885 et mort à Issy-les-Moulineaux le 30 octobre 1937, est un écrivain et traducteur français.

## Biographie
Maurice Parijanine fut rédacteur et critique à la rubrique littéraire de L'Humanité (1921-1928). Exclu du journal pour "trotskisme", il collabore ensuite jusqu'à sa mort à la revue Les Humbles, dirigée par Maurice Wullens. Passionné par la Russie, où il avait vécu avant et après la Révolution de 1917 (d'où son pseudonyme, mais il signait parfois ses traductions de son seul prénom de Maurice), il a traduit notamment Ivan Bounine, Isaac Babel, Alexandre Sérafimovitch, Alexandre Fadeïev, Sacha Tcherny, mais aussi Lénine et Trotsky.

## Ouvrages
- Musée d'un jeune esprit, 1911
- La Fausse Mariée, ou le moulin sur l'Oprane, 1927
- Un drame polaire : le "Krassine" au secours de l'"Italia", 1928
- Contes du pays blanc suivi d'essais. Récits et textes sur la Russie, 1938

### Traductions
- Histoire de la Révolution russe, de Léon Trotsky, 4 tomes, 1930
- Ma vie : essai autobiographique, de Léon Trotsky, 3 tomes, 1930
- Leonide Léonov, Les Blaireaux, Paris,Les  éditions Rieder, 1931.
- Le monsieur de San Francisco de Ivan Bounine